# Conrad Büchel
Conrad Büchel (auch Konrad Büchel; * 30. November 1800 in Fulda; † 14. März 1875 in Marburg) war ein deutscher Rechtswissenschaftler und Hochschullehrer.

## Leben
Büchel studierte an der Theologische Lehranstalt in Fulda Theologie und bestand 1818 das theologische Examen. Er ging an das Priesterseminar in Fulda und wurde am 17. Juli 1823 für das Studium der Rechtswissenschaft an der Universität Marburg immatrikuliert. Das juristische Examen bestand er am 6. Mai 1826, seine Promotion zum Dr. iur. utr. erfolgte am 23. Februar 1828 ebenfalls in Marburg. Dort habilitierte er sich und lehrte ab dem Sommersemester 1828 als Privatdozent für römisches Zivilrecht und Kirchenrecht.
Büchel erhielt am 26. April 1838 eine Stelle als außerordentlicher Professor der Rechte an der Marburger Universität und zum 1. Januar 1843 eine solche als ordentlicher Professor für römisches Recht. Er war 1847 Prorektor und damit Leiter der Universität und 1852 sowie 1863 Dekan der Juristischen Fakultät. 1870 wurde er emeritiert.

## Werke (Auswahl)
- Ueber die Wirkung der Klagenverjährung, Grathe, Marburg 1832 (Digitalisat).
- Ueber die Natur des Pfandrechts, Grathe, Marburg 1833 (Digitalisat).
- Ueber Jura in Re und deren Verpfändung, Grathe, Marburg 1834 (Digitalisat).
- Streitfragen aus Novelle 118, Grathe, Marburg 1839 (Digitalisat).
- Über die Natur des Besitzes, Elwert, Marburg 1868 (Digitalisat).